# Euproctis quadrifascia
Euproctis quadrifascia är en fjärilsart som beskrevs av Bethune-Baker 1911. Euproctis quadrifascia ingår i släktet Euproctis och familjen tofsspinnare. Inga underarter finns listade i Catalogue of Life.